# اتحادیه اروپای غربی

پرچم اتحادیهٔ اروپای غربی تا سال ۱۹۹۳

اتحادیه اروپای غربی (انگلیسی: Western European Union)در سال ۱۹۴۸، با امضای پیمان بروکسل توسط پنج کشور اروپای غربی (بریتانیا، فرانسه، بلژیک، هلند و لوگزامبورگ) در اتحادی با ایالات متحده آمریکا (اعضای قلمرو سرمایه‌داری) در طول جنگ سرد و در پاسخ به دخالت شوروی در کودتای ۱۹۴۸ چکسلواکی تأسیس شد.
در ۳۰ ژوئن سال ۲۰۱۱، این سازمان رسماً منحل شد. اتحادیهٔ اروپای غربی در آغاز، یک اتحادیهٔ دفاعی در برابر تهدید اتحاد جماهیر شوروی سوسیالیستی به‌شمار می‌آمد ولی پس از تشکیل سازمان پیمان آتلانتیک شمالی (ناتو) که کلیهٔ اعضای اتحادیه به آن پیوستند، وظایفی که در ابتدا به عهدهٔ اتحادیهٔ اروپای غربی گذاشته شده بود به ناتو محول شد.